# Of Monsters and Men
Of Monsters and Men est un groupe islandais d'indie folk et d'indie pop, originaire de Garðabær. Formé en 2010, le groupe se compose actuellement de Nanna Bryndís Hilmarsdóttir, co-chanteuse et guitariste, Ragnar « Raggi » Þórhallsson, co-chanteur et guitariste, Brynjar Leifsson, guitariste, Arnar Rósenkranz Hilmarsson, batteur, et Kristján Páll Kristjánsson, bassiste. Árni Guðjónsson, pianiste et accordéoniste, a quitté le groupe en 2012. Le premier album du groupe, My Head Is an Animal, connaît un succès international porté par la chanson Little Talks qui en est extraite.

## Histoire

### Formation et débuts (2009–2010)
Le groupe est formé autour de Nanna Bryndís Hilmarsdóttir. Celle-ci chante et joue de la guitare acoustique en solo sous le nom de Songbird depuis plusieurs années, lorsqu'en 2009 elle décide de s'entourer d'autres musiciens. L'idée de former un véritable groupe finit par s'imposer et en 2010, le quatuor qui s'est constitué avec Nanna (chant, guitare), Raggi (chant, guitare, mélodica, glockenspiel), Brynjar (guitare, mélodica), et Arnar (batterie, percussions, glockenspiel, mélodica, chant) prend le nom de Of Monsters and Men.
Ils participent cette année-là au tremplin musical Músíktilraunir qui a lieu à Reykjavik et le remportent,. Juste après, deux nouveaux musiciens rejoignent la formation : Árni (accordéon, claviers) et Kristján (basse). Le groupe est invité à participer au festival Iceland Airwaves durant lequel la radio américaine KEXP le remarque et le filme interprétant sa chanson Little Talks dans un salon. La vidéo devient l'une des plus regardées de la chaîne YouTube de la radio.

### My Head Is an Animal(2011–2013)

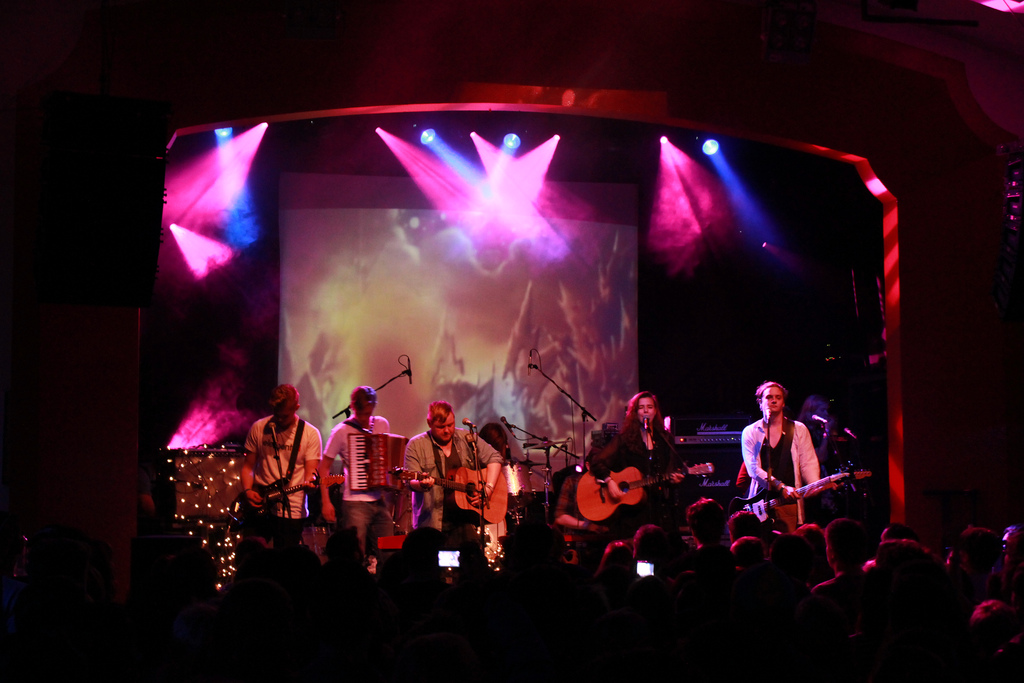
Of Monsters and Men en concert, en octobre 2011.

En février 2011, Of Monsters and Men signe avec le label indépendant islandais Record Records pour le lancement de leur premier album en Islande. En août 2011, la radio américaine WRFF commence à jouer la chanson Little Talks, et à sa suite, d'autres stations de radio diffusent le titre, contribuant à l'accroissement de la popularité du sextuor aux États-Unis. Le premier album, My Head Is an Animal, sort en Islande en septembre 2011 et obtient le no 1 dans les charts, ainsi que la chanson Little Talks.
Porté par son succès en Islande et sa popularité croissante aux États-Unis, le groupe signe avec Universal Music Group, pour une distribution de l'album à l'échelle mondiale. Un EP de 4 titres, Into the Woods, sort le 20 décembre 2011 en guise d'éclaireur. La sortie internationale de My Head Is an Animal commence le 3 avril 2012 aux États-Unis et s'échelonne sur les semaines et les mois suivants pour les autres pays. Il sort le 25 août en France.
En mars 2012, Of Monsters and Men entame une tournée mondiale longue de dix-huit mois, donnant 231 concerts dans 27 pays. Le groupe est accompagné pour cette tournée d'une musicienne supplémentaire, Ragnhildur Gunnarsdóttir, qui joue de la trompette, des claviers et des percussions. Vers la fin de l'année 2012, Árni décide de quitter le groupe, quelque peu lassé de la vie sur la route, loin de chez lui. Il enseigne désormais la musique, à temps partiel, dans sa ville natale, et a formé un autre groupe baptisé Blóðberg. Il est remplacé par Steingrimur Karl Teague qui n'est cependant pas intégré comme membre à part entière, mais simplement comme musicien de scène.
En novembre 2013, le groupe figure sur la bande originale du film Hunger Games : L'Embrasement avec un morceau inédit, Silhouettes. En décembre, il sort un mini album de sept titres, Live from Vatnagarðar. il ne s'agit pas à proprement parler d'un album live, mais de réinterprétations en studio dans les conditions du live de 6 titres du premier album et d'une reprise des Yeah Yeah Yeahs, Skeletons, que le groupe jouait régulièrement lors de la tournée.

### Beneath the Skin(2014-2018)
Le 16 mars 2015 sort un nouveau single, Crystals, premier extrait du second album, Beneath the Skin, qui sort le 8 juin 2015 en Islande, et le 9 juin 2015 dans le reste du monde. La première date d'une tournée mondiale est annoncée pour le 4 mai 2015 à Toronto au Canada. Le morceau Thousand Eyes est utilisé pour la publicité de la série de Marvel Netflix Jessica Jones. Le groupe fait un caméo sur les épisodes The Door et Blood of My Blood de la série télévisée Game of Thrones.
En 2016, le groupe est à l'affiche du festival musical californien mondialement connu, Coachella. Le dimanche 2 mai 2017, Of Monsters and Men publie une image sur Instagram avec la phrase Album 3. Let's Do This !!! (« troisième album, c'est parti!! ») En octobre 2017, le groupe compte un milliard d'écoutes sur Spotify, et devient le premier groupe islandais à atteindre un tel engouement.

### Fever Dream(depuis 2019)
Un nouveau single, Alligator, est dévoilé le 2 mai 2019. Il s'agit du premier extrait du troisième album intitulé Fever Dream sorti en 2019.

## Style musical et influences
Of Monsters and Men est un groupe indie-pop-folk qui a renouvelé l'association « musique » et « Islande », traditionnellement cantonnée à la voix de Björk et aux rythmes des Sigur Rós. Dans le sillage d'Arcade Fire, ou encore de Mumford and Sons, ils ont réussi à élaborer un style particulier dont la chanson Little Talks fait une bonne synthèse, avec son alternance de chœurs de voix féminines et masculines qui finissent par se mêler.
Le groupe s'inspire d'histoires légendaires, de récits traditionnels, islandais comme étrangers. La chanson Six Weeks, de l'album My Head Is an Animal s'inspire d'une histoire vraie : celle du pionnier américain Hugh Glass. Trappeur et chasseur de fourrure, ce dernier fut attaqué par un grizzli en 1823, et laissé seul à son sort par ses compagnons de chasse. En 2015 Alejandro González Iñárritu a réalisé une adaptation au cinéma du calvaire de Hugh Glass sous le titre The Revenant, avec Leonardo DiCaprio dans le rôle principal. À propos du morceau From Finner : « Il s'agit d'une baleine qui porte une maison sur son dos - explique Raggi - sur laquelle on parcourt les océans, découvrant de nouveaux lieux, différents, et vivant des aventures merveilleuses[réf. nécessaire]. » Le clip officiel de King and Lionheart (réalisé par Mihai Wilson et Marcella Mose du collectif We Were Monkeys) raconte la chute d'un empire renversé par une horde inconnue.
À propos du contenu mythologique de leurs chansons, Nanna déclare dans une interview pour la version italienne de Marie Claire : « Nous avons beaucoup de vieilles histoires en Islande, écrites par on-ne-sait-qui, histoires qui ont été transmises oralement durant des siècles. Parfois, elles parlent de monstres des mers, d'exploration de montagnes, ou encore de troll, et d’elfes. Ces choses nous inspirent beaucoup, en Islande, car nous grandissons en écoutant ces histoires. Quand nous avons commencé à travailler sur les textes, nous n'avions pas pour intention d'écrire ce genre d'histoires; et puis nous avons pensé que c'était la meilleure façon de créer ensemble. Il nous est très difficile d'aller dans le personnel, et de parler de ce qui nous est privé : il est plus amusant de donner vie, ensemble, à des choses nouvelles, et c'est pour cette raison que les histoires sont arrivées presque naturellement. Nous les avons trouvées en avançant ».

## Vidéos
Les vidéos postées sur YouTube par le groupe ont souvent une atmosphère mystique, onirique, remplie par les légendes nordiques auxquelles l'informatique donne vie. La vidéo de Little Talks, vues par plusieurs millions de personnes sur le site, en est le meilleur témoignage. Le film, réalisé par le collectif canadien We Were Monkeys, se présente comme un vrai court métrage d'animation, qui mêle noir et blanc, puis une explosion de couleurs, des imageries informatiques, et d'autres faites à la main.

## Membres

### Membres actuels
- Nanna Bryndís Hilmarsdóttir - chant, guitare acoustique, piano, percussions
- Ragnar Þórhallsson - chant, guitare acoustique, glockenspiel, melodica
- Brynjar Leifsson - guitare électrique, guitare baryton, guitare acoustique, guitare à douze cordes, melodica, chœurs
- Kristján Páll Kristjánsson - basse, chœurs
- Arnar Rósenkranz Hilmarsson - batterie, percussions, glockenspiel, accordéon, claviers, piano, chœurs

### Ancien membre
- Árni Guðjónsson (2010-2012) - accordéon, piano, claviers, chœurs

### Musiciens additionnels
- Ragnhildur Gunnarsdóttir - trompettes, accordéon, claviers, piano, percussions, chœurs (depuis 2010)
- Steingrimur Karl Teague - piano, claviers, accordéon, chœurs (depuis 2012)
- Bjarni Þór Jensson - guitares, claviers (depuis 2015)
- Sigrún Kristbjörg Jónsdóttir - trombone, percussions (depuis 2015)
- Ingi Garðar Erlendsson - trombone

## Classements

### Albums studio
| Titre                | Détails | Meilleure position | Meilleure position | Meilleure position | Meilleure position | Meilleure position | Meilleure position | Meilleure position | Meilleure position | Meilleure position | Meilleure position | Meilleure position | Meilleure position | Meilleure position | Certifications |
| Titre                | Détails | Islande            | Autriche           | Belgique (Fl)      | Belgique (Wa)      | Canada             | Allemagne          | Irlande            | Pays-Bas           | Suisse             | États-Unis         | États-Unis Alt.    | Royaume-Uni        | France             | Certifications |
| -------------------- | --- | ------------------ | ------------------ | ------------------ | ------------------ | ------------------ | ------------------ | ------------------ | ------------------ | ------------------ | ------------------ | ------------------ | ------------------ | ------------------ | --- |
| My Head Is an Animal | - Sortie : septembre 2011 (Islande), 3 avril 2012 (Amérique du Nord), 27 avril 2012 (Europe) - Label : Universal Music Group - Formats : CD, téléchargement digital, LP | 1                  | 17                 | 14                 | 45                 | 4                  | 4                  | 1                  | 5                  | 29                 | 6                  | 1                  | 3                  | 55                 | - Australie, Canada : 2 × Platine - Allemagne, États-Unis, Nouvelle-Zélande, Royaume-Uni : Platine - Danemark, Irlande, Italie : Or |
| Beneath the Skin     | - Sortie : juin 2015 - Label : Universal Music Group - Formats : CD, téléchargement digital, LP                                                                         | 1                  | 20                 | 23                 | 50                 | 1                  | 10                 | 8                  | 17                 | 6                  | 3                  | 2                  | 10                 | 62                 | - Canada : Or - Royaume-Uni : Argent                                                                                                |
| Fever Dream          | - Sortie : 26 juillet 2019 - Label : Universal Music Group - Formats : CD, téléchargement digital, LP                                                                   | —                  | 55                 | 81                 | 79                 | 2                  | 29                 | —                  | —                  | 13                 | 9                  | 2                  | 15                 | 132                | |

### EP
| Titre          | Détails | Meilleure position | Meilleure position |
| Titre          | Détails | États-Unis         | États-Unis Alt.    |
| -------------- | --- | ------------------ | ------------------ |
| Into the Woods | - Sortie : 20 décembre 2011 (États-Unis) - Label : Republic Records - Formats : CD, téléchargement digital | 108                | 18                 |

### Singles
| Année | Titre              | Meilleure position | Meilleure position | Meilleure position | Meilleure position | Meilleure position | Meilleure position | Meilleure position | Meilleure position | Meilleure position | Meilleure position | Meilleure position | Meilleure position | Certifications | Album                |
| Année | Titre              | Islande            | Autriche           | Belgique (Fl)      | Canada             | France             | Allemagne          | Irlande            | Pays-Bas           | Suisse             | Royaume-Uni        | États-Unis         | États-Unis Alt.    | Certifications | Album                |
| ----- | ------------------ | ------------------ | ------------------ | ------------------ | ------------------ | ------------------ | ------------------ | ------------------ | ------------------ | ------------------ | ------------------ | ------------------ | ------------------ | --- | -------------------- |
| 2012  | Little Talks       | 1                  | 9                  | 3                  | 55                 | 29                 | 5                  | 1                  | 18                 | 24                 | 12                 | 20                 | 1                  | - Australie : 6 × Platine - États-Unis : 5 × Platine - Canada : 3 × Platine - Italie, Nouvelle-Zélande, Royaume-Uni, Suède : 2 × Platine - Belgique : Platine - Allemagne : 3 × Or - Autriche, Danemark, Espagne, Suisse : Or | My Head Is an Animal |
| 2012  | Dirty Paws         | 10                 | —                  | —                  | —                  | —                  | —                  | —                  | —                  | 75                 | —                  | —                  | 19                 | - États-Unis : Or - Royaume-Uni : Argent | My Head Is an Animal |
| 2012  | Mountain Sound     | —                  | —                  | 3                  | 69                 | —                  | —                  | 28                 | —                  | —                  | 66                 | 103                | 2                  | - Australie, États-Unis : Platine - Canada : Or - Royaume-Uni : Argent | My Head Is an Animal |
| 2012  | King and Lionheart | 1                  | —                  | —                  | —                  | —                  | —                  | —                  | —                  | —                  | —                  | —                  | 17                 | | My Head Is an Animal |
| 2015  | Crystals           | 1                  | —                  | 75                 | 84                 | —                  | —                  | —                  | —                  | —                  | —                  | —                  | 4                  | | Beneath the Skin     |
| 2015  | I of the Storm     | —                  | —                  | —                  | —                  | —                  | —                  | —                  | —                  | —                  | —                  | —                  | —                  | | Beneath the Skin     |
| 2015  | Empire             | —                  | —                  | —                  | —                  | —                  | —                  | —                  | —                  | —                  | —                  | —                  | 27                 | | Beneath the Skin     |
| 2015  | Hunger             | —                  | —                  | —                  | —                  | —                  | —                  | —                  | —                  | —                  | —                  | —                  | —                  | | Beneath the Skin     |
| 2019  | Alligator          | —                  | —                  | —                  | —                  | —                  | —                  | —                  | —                  | —                  | —                  | —                  | 2                  | | Fever Dream          |
| 2019  | Wild Roses         | —                  | —                  | —                  | —                  | —                  | —                  | —                  | —                  | —                  | —                  | —                  | —                  | | Fever Dream          |
| 2019  | Wars               | —                  | —                  | —                  | —                  | —                  | —                  | —                  | —                  | —                  | —                  | —                  | 14                 | | Fever Dream          |

## Autres apparitions
- En 2012, le titre Lakehouse est utilisé dans l'épisode 21 de la saison 8 de la série américaine Grey's Anatomy.
- En 2013, le titre Little Talks est utilisé dans la bande annonce originale du film About Time de Richard Curtis ainsi que comme support musical dans une publicité française pour une offre téléphonique de l'opérateur Bouygues Telecom.
- En 2013, la chanson Dirty Paws est utilisée comme support musical dans la bande-annonce du film de Ben Stiller, The Secret Life of Walter Mitty.
- En 2013, la chanson Silhouettes, figure sur la bande originale du film de Francis Lawrence, Hunger Games : L'Embrasement.
- En 2015, la chanson Crystals apparaît dans la bande annonce du long métrage d'animation de Disney/Pixar Le Voyage d'Arlo dont la sortie est prévue le 25 novembre 2015 en France.
- En 2015, le titre Thousand Eyes apparaît dans la bande annonce de la série Netflix Jessica Jones sortie le 20 novembre 2015 sur le site de streaming populaire.
- En 2016, le titre Thousand Eyes apparaît à la fin de l'épisode 5 de la saison 3 de la série américaine The 100 et à la fin de l'épisode 15 de la saison 3 de la série The Originals.